# Чувило, Иван Васильевич
Иван Васильевич Чувило (09.10.1924 — 16.03.2001) — советский и российский учёный в области ядерной физики и физики элементарных частиц, лауреат Сталинской премии, многолетний (1968—1997) директор ИТЭФ.

## Биография
Родился в г. Ровеньки Ворошиловградской (Луганской) области в семье шахтёра.
В начале 1942 г. призван в РККА, в том же году в августе окончил военное училище и направлен на Сталинградский фронт. Восемнадцатилетний лейтенант Чувило, командуя взводом пулемётчиков, в кровопролитных боях под Сталинградом потерял кисть правой руки, в октябре 1943 г. демобилизован.
После окончания МГУ (1948) работал в Физическом институте АН СССР в лаборатории В. И. Векслера. Участвовал в изучении космических лучей на Памирской станции Физического института АН. В 1953 г. И. В. Чувило была присуждена Сталинская премия за исследования взаимодействия ядер тяжёлых элементов с гамма лучами.
С мая 1953 по приглашению В. И. Векслера работал в Дубне, активный участник работы по становлению Объединённого института ядерных исследований в Дубне. С 1954 г. заместитель директора по науке в Электрофизической лаборатории АН СССР (Лаборатория высоких энергий, ЛВЭ). С 1954 по 1968 годы Иван Васильевич руководил деятельностью Лаборатории высоких энергий ОИЯИ, возглавив проектирование, сооружение и физический пуск синхрофазотрона на энергию 10 МэВ.
В 1968—1997 гг. директор ИТЭФ.
Умер 16 марта 2001 г. Похоронен на Троекуровском кладбище (уч. № 4).
Семья: жена, двое детей.

## Научная деятельность
В ИТЭФ Иван Васильевич проявил себя как крупный учёный в области ядерной физики и физики высоких энергий. Он прекрасно понимал взаимосвязь и взаимозависимость теоретической и экспериментальной составляющих научного процесса в физическом институте фундаментального профиля, которым руководил. В эти годы он внѐс весомый вклад как в развитие научных направлений института, так и в укрепление и расширение его экспериментальной базы. И. В. Чувило поддержал создание лабораторий математической физики, физики плазмы и астрофизики, а также лаборатории физики нейтрино в рамках международного научно-технического сотрудничества в CERN.
Список научных публикаций в отечественных и зарубежных журналах Ивана Васильевича включает более 150 работ по различным областям физики: космических лучей, физики атомного ядра, физики элементарных частиц и их взаимодействий при больших энергиях, а также по методике физического эксперимента. Он соавтор четырѐх изобретений и одного открытия.

## Награды и звания
Кандидат физико-математических наук (1951). Доктор физико-математических наук (1966, «Исследования по физике элементарных частиц»: Доклад по совокупности работ). Заведующий кафедрой в МФТИ. Профессор.
Лауреат Сталинской премии (1953) — за исследования взаимодействия ядер тяжелых элементов с гамма-лучами, выполненные на синхротроне Физического института АН СССР.
Награждён орденами Ленина, Красной Звезды (30.04.1943), Отечественной войны I степени (06.04.1985), Трудового Красного Знамени, «Знак Почёта», медалью «За оборону Сталинграда».